# Фогларё
Фогларё (швед. Fåglarö) — шведский остров, располагающийся в заливе Саксарфьерден в Стокгольмских шхерах. Административно входит в Эстерокерскую коммуну Стокгольмского лена.
Связь между островом и Стокгольмом осуществляют суда компании «Ваксхольмсбулагет». Зимой Фогларё практически безлюден, однако летом на него съезжаются отдыхающие. Дороги, существующие на острове, предназначены, прежде всего, для пеших прогулок.